# New Orleans Storm
O New Orleans Riverboat Gamblers foi um clube  americano de futebol que competiu na USISL de 1993 a 1999. Com sede em Nova Orleães, Luisiana, o clube foi renomeado como New Orleans Storm em 1998. A equipe desistiu após a temporada de 1999.

## História
Em 12 de março de 1993, Donnie Pate, proprietário do New Orleans Riverboat Gamblers, anunciou a criação da equipe. Os Riverboat Gamblers jogaram em casa no Pan American Stadium, um estádio para 5.000 pessoas no New Orleans City Park.  Pate também anunciou que Ken White treinaria a equipe com a ajuda de Mike Jeffries . Vestindo um uniforme vermelho, branco e azul, os Gamblers jogaram seu primeiro jogo da temporada regular em 15 de maio de 1993 contra o Birmingham Grasshoppers.  
Os Gamblers passaram sua primeira temporada na Southern Challenge Cup, um grupo de quatro times que jogaram oito jogos separados do resto da USISL. Em 1994, eles se mudaram para a Divisão Midsouth, onde ficaram em segundo lugar, atrás dos Thoroughbreds de Louisville. 
Em julho de 1994, Patrick Olalere, o artilheiro do time, se tornou o primeiro jogador do New Orleans a subir ao assinar contrato com o Fort Lauderdale Strikers .  Em janeiro de 1994, White deixou a equipe e Mike Jeffries se tornou o treinador principal. A temporada de 1995 também viu a divisão da USISL entre uma Liga Profissional (Division 3) e uma Liga Premier (Amador). 
Os jogadores mudaram-se para a Divisão Centro-Sul da Liga Profissional. Em 1996, a USISL novamente se reorganizou, desta vez em três ligas. Os jogadores se juntaram à Divisão Central da recém-criada Liga Select (Divisão 2). 
A equipe também formou parceria com o Dallas Burn da Major League Soccer, na qual os jogadores serviram como time de fazenda para o Burn. Em dezembro de 1996, New Orleans mudou de liga novamente quando a USISL e a A-League se fundiram para formar a segunda divisão da USISL A-League . 
A equipe também mudou o estádio para Tad Gormley Stadium, com capacdade para 26.500 torcedores.  Naquela temporada, os Gamblers foram às finais da Divisão. Em novembro de 1997, Rob Couhig, dono do time de beisebol New Orleans Zephyrs, comprou os Gamblers de Donnie Pate. Couhig rebatizou o time de New Orleans Storm e mudou-o para o Zephyr Field, que acomodava apenas 10.000 lugares, mas tinha grama natural em comparação com a grama artificial do Tad Gormley Stadium.  A equipe também mudou suas cores para roxo, cinza e preto para combinar com as cores do time de beisebol Zephyrs.
Em fevereiro de 1998, Bill Jeffries deixou o cargo para se tornar assistente do Chicago Fire e Daryl Shore foi promovido a técnico principal.  Em janeiro de 1999, Danny Rebuck substituiu Daryl Shore como treinador principal.  Em fevereiro de 2000, Couhig anunciou que o Storm estava suspendendo as operações. 